# كاستلنوفو ني مونتي
كاستلنوفو ني مونتي (بالإيطالية: Castelnovo ne' Monti)‏ هي بلدية في مقاطعة ريدجو إميليا في إقليم إميليا رومانيا الإيطالي.

## السكان
في سنة 1861 بلغ عدد السكان 6٬180 نسمة، وتطور العدد ليصل في سنة 2011 لـ 10٬481 نسمة.
يظهر هذا المخطط البياني تطور النمو السكاني لـ كاستلنوفو ني مونتي

## توأمة
لكاستلنوفو ني مونتي اتفاقيات توأمة مع:
- فايفيزانو

## أعلام
- ماركو سيلفيستري
- باولو كاسولي
- باولو تراميزاني